# 유세환
유세환(劉世煥, 1876년 ~ 1917년)은 대한제국 시절의 약제관이자, 유일한 약학자이다. 그는 또한 한국 최초의 약사이자 약학자이고, 약국을 개업한 약사이기도 하다.

## 생애
1893년(고종 30년) 관립 일본어 학교에서 일본어를 공부한 뒤, 1897년 일본으로 건너가 1900년 일본 동경 약학교(東京藥學校)를 마쳤다. 그해 동경의과대학 선과에 입학하여 1902년 졸업하여 귀국하였다.
1903년(광무 7) 내부광제원위원(內部廣濟院委員)으로 관직을 시작하였다. 1904년 7월 철도원주사(鐵道院主事) 판임 6등 및 의학교 주임교관 주임 6등에 임명되었으며, 유행병예방위원, 육군의 이등 약제관이 되었다가 1906년 일등 약제관으로 승진하였다. 1907년 대한의원 교관이 되었고, 1908년 대한의원 교수가 되었다.
1910년 한일합방이 되자 모든 관직을 버리고 서울 종로3가에서 인수당 약국을 개업하였다.
1917년 인수당을 개업한 지 7년 만에 죽었다. 영결식은 조선약학회에서 주축이 되어 훈련원 자리(오늘날 동대문운동장)에서 치러졌다.

## 같이 보기
- 인수당 약국
- 차순석